# اوپل آسترا

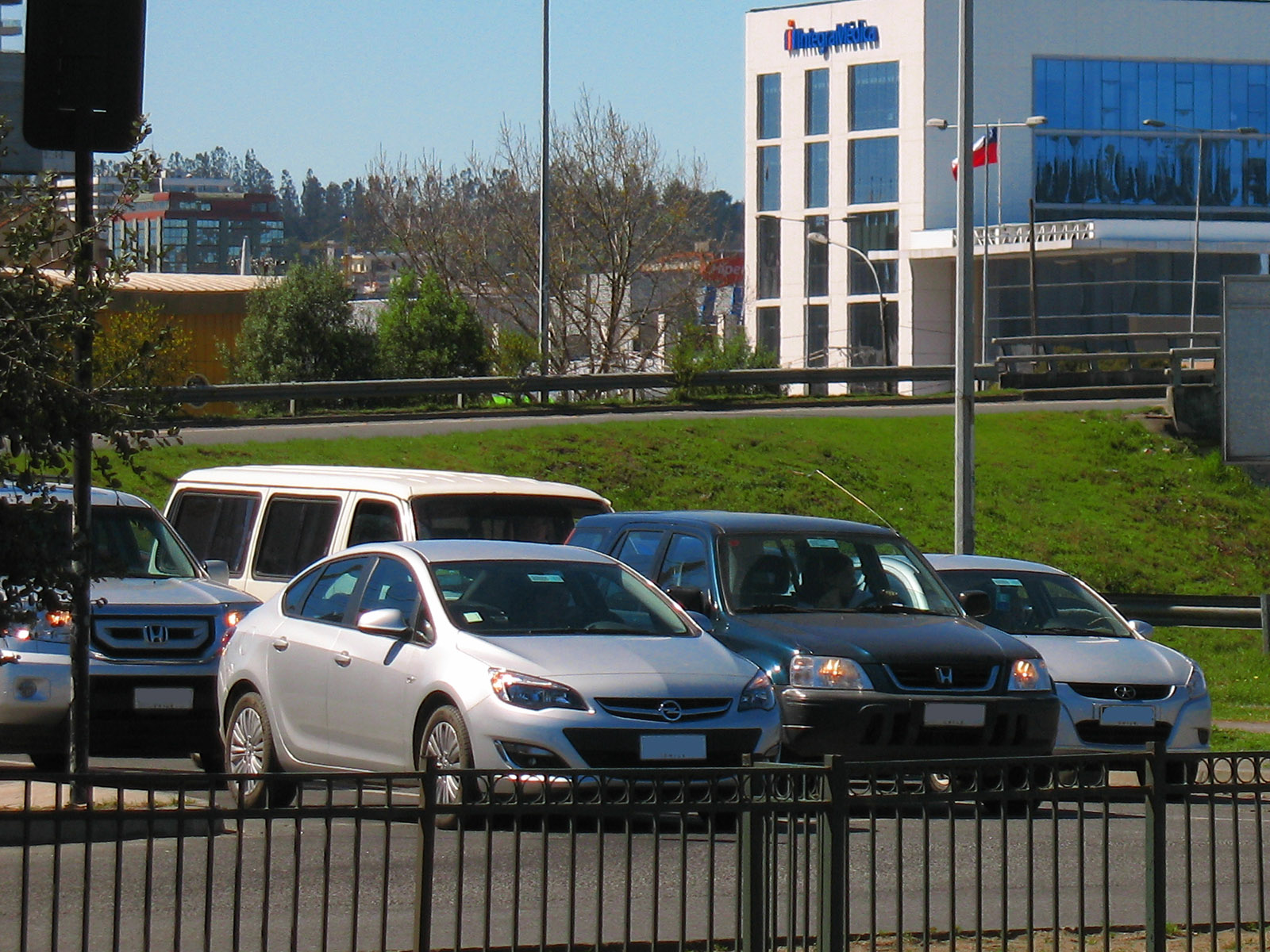
اپل آسترا نسل چهارم (نمونه موجود در ایران)

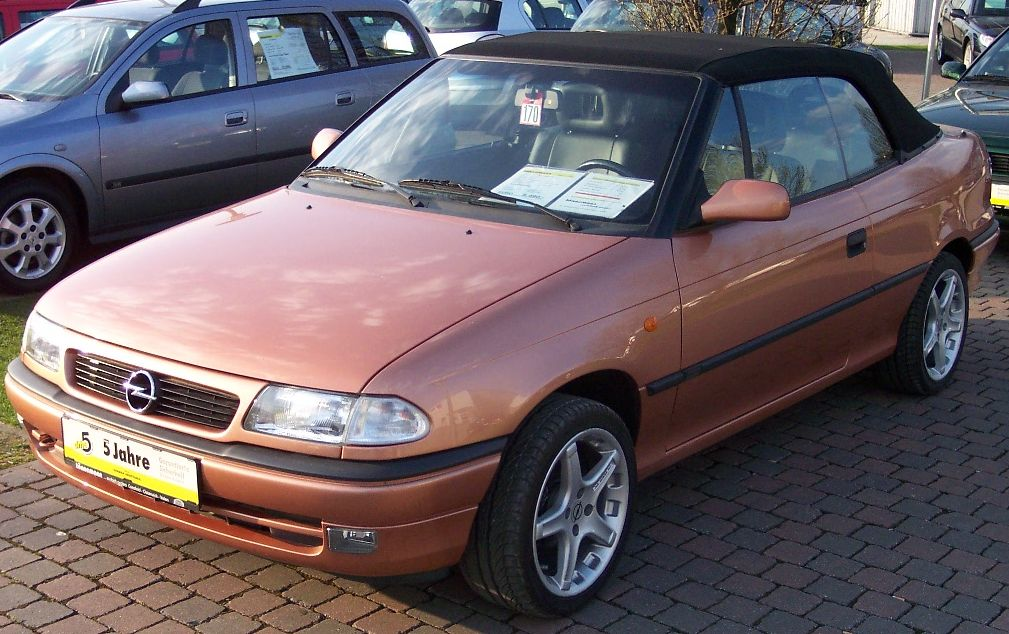
اوپل آسترا سری f (نسل اول)

اوپل آسترا (به لاتین: Opel Astra) یک خودروی کامپکت از خودروسازی آلمانی اوپل است که از سال ۱۹۹۱ تولید می‌شود. این خودرو با طراحی نسبتاً زیبای خود نسبت به قیمت خود خودرو ای مناسب است اما این روز مدل‌های ۲۰۱۴ این خودرو با قیمتی زیاد نسبت به ارزش این خودرو است البته این روزها اگر ۲ میلیارد تومان پول داشته باشید و بخواهید به سراغ آسترا بروید، بهتر است که کمی فکر کنید و بعد به سراغ این خودرو بروید البته اپل در همه جای دنیا آسترا را با یک اسم صدا نمی‌کند و مثلاً در انگلستان این خودرو با نام واکسهال آسترا و در چین با نام بیوک اکسل ایکس تی شناخته می‌شد. تولید هولدن آسترا در سال ۲۰۰۹ در استرالیا و نیوزلند متوقف شد، چون نرخ ارز باعث شد که واردات که وارد کردن خودروهای اوپل غیرقابل رقابت باشد و در نهایت مدل هولدن کروز جایگزین آن شد. به‌طور خلاصه به استرالیا بازگشت، و برای اولین بار با نام اوپل شناخته شد، اما یکسال بعد وقتی که این شرکت از بازار استرالیا خارج شد، دیگر آسترا ای وجود نداشت! پس از آن در تاریخ یک می ۲۰۱۴، اوپل اعلام کرد که قصد دارد با عرضه آسترا gtc و آسترا vxr در سال ۲۰۱۵ به استرالیا و نیوزلند بازمی‌گردند و دیگر نام هولدن را یدک نمی‌کشند.

## نسل اول ۱۹۹۱ تا ۱۹۹۸ (سری f)
```
آسترا سری f در سال ۱۹۹۱ رونمایی شد. با جانشین اوپل لوگوی آسترا را که قبلاً توسط 
واکسول
 برای kadett e استفاده شده بود، تصویب کرد (واکسهال آسترا) به عنوان 
هاچ بک
 ۳ یا ۵ درب، سالن (
سدان
) و املاک (واگن) عرضه می‌شد که فقط با ۵ درب در دسترس بود.
```

و داشتن مدل‌های ۳ در واگن به مدت طولانی ممنوع بود. مدل کابریولت نیز توسط پروتون در ایتالیا طراحی و ساخته می‌شد، در حالی که آسترا f تولید خود را در سال ۱۹۹۸ در آلمان به پایان رساند. البته astaras که ورژن لهستانی آسترا است در اروپای مرکزی و اروپای شرقی و همچنین ترکیه با نام آسترا کلاسیک از سال ۱۹۹۸ تا ۲۰۰۲ تولید می‌شد که بیشتر از استاندارد عادی اپل بیشتر است. astra f شامل ۲ نسخه اصلی بود که در سال ۱۹۹۵ با رونمایی از موتور جدید اکوتون (اوپل) اصلاح شد. جدا از مدل ۲۰۰اس تی که فقط در آفریقای جنوبی موجود بود، مدل سرب gdi بود، یک مدل تزریق بنزینی ۲ لیتری ۱۵۱ اسب بخاری استفاده می‌کرد که فقط به صورت ۳ در موجود بود. همچنین دارای بدنه ورزشی و صندلی‌های داخلی بود، با این حال در سال ۱۹۹۵ جایگزینش معرفی شد و اسمش هم به اسپورت تغییر کرد، اگرچه تعداد محدودی تولید شد و بدنه آن نیز باز طراحی و می‌توان آن را با نسخه پایین‌تر، اما مدرن تر خریداری کرد که x20xev نام دارد و توانایی تولید ۱۳۶ اسب بخار را دارد ، انتخاب کرد. در اروپا از سال ۱۹۹۴ تمام مدل‌های آسترا، با موتور ۲ لیتری x20xex عرضه می‌شدند که از موتور قبلی ضعیف تر بود، اما مدل‌های واگن ۳ درب و ایستگاه را می‌شد با موتور قدیمی ۱۵۱ اسب بخاری خریداری کرد، البته بعضی از آستراها مجهز به موتور ۱٫۶ لیتری بودند که قابلیت تولید ۸۳ اسب بخار را داشت. پس از آنکه در ۱۹۹۸ تولید آسترا f متوقف شد، موتور معروف به c20xe نیز از خط تولید خارج شد.

## نسل دوم ۱۹۹۸ تا ۲۰۰۴ (سری g)

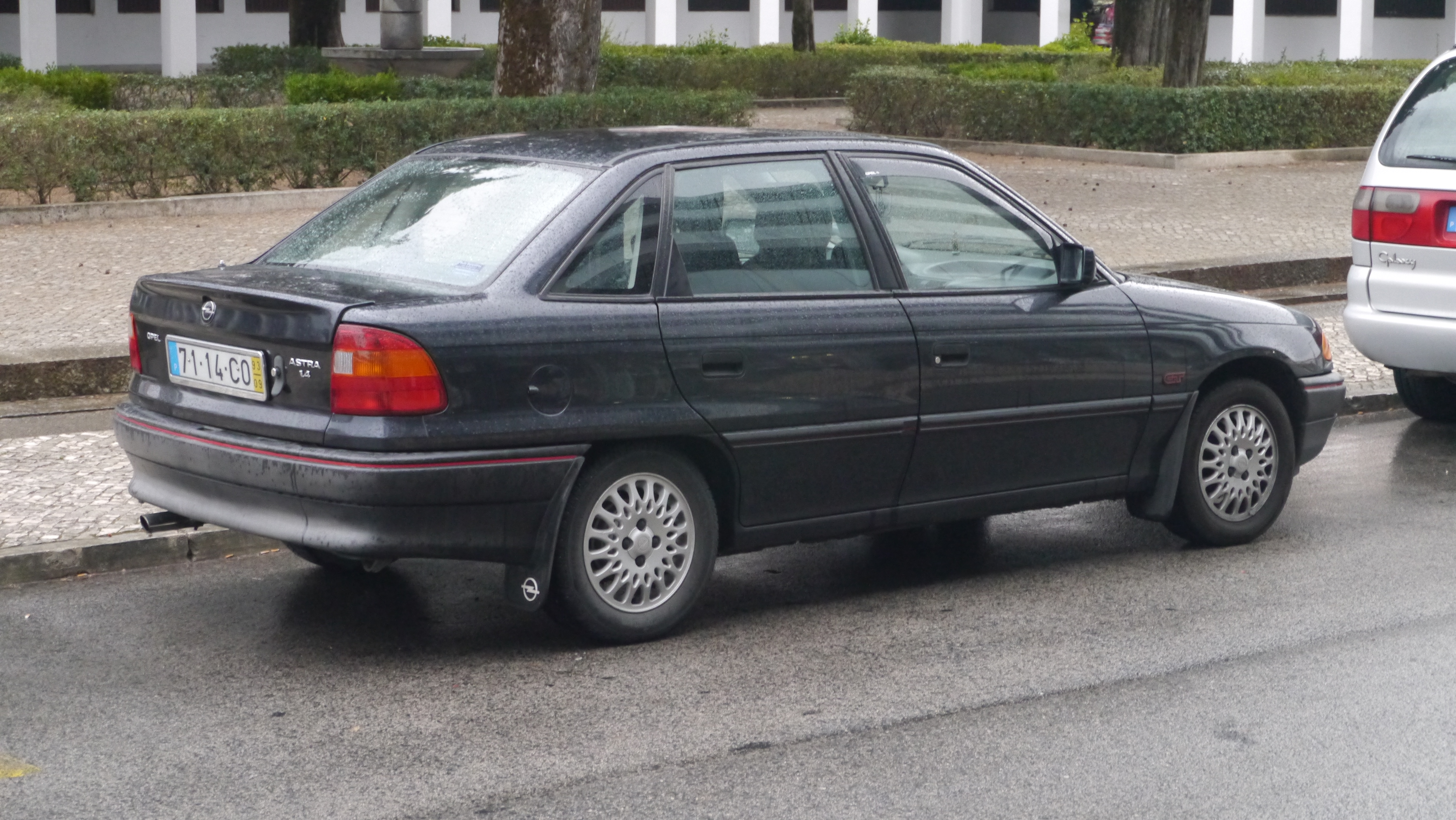
اوپل آسترا سدان سری f (نسل اول)

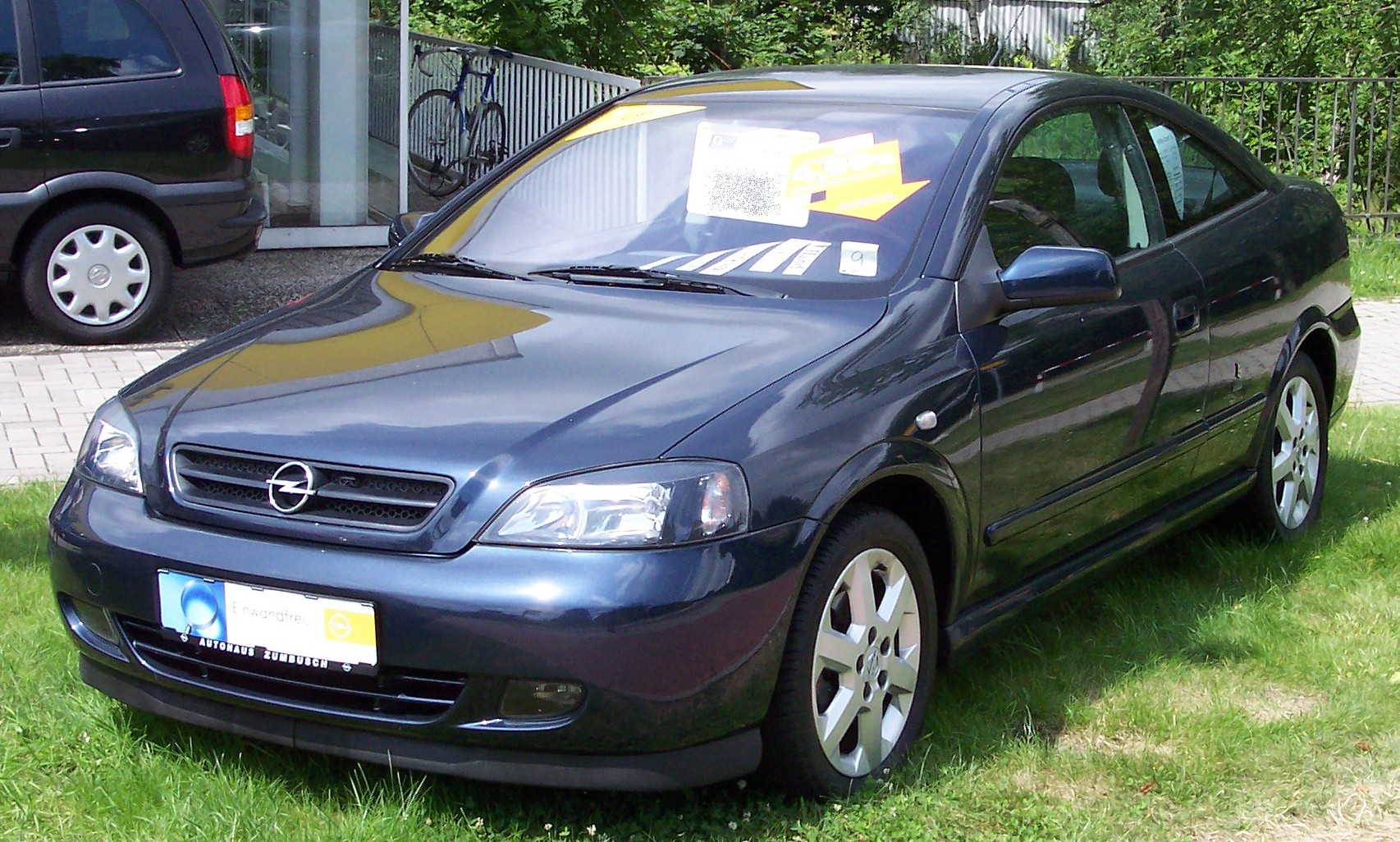
اوپل آسترا کوپه سری g (نسل دوم)

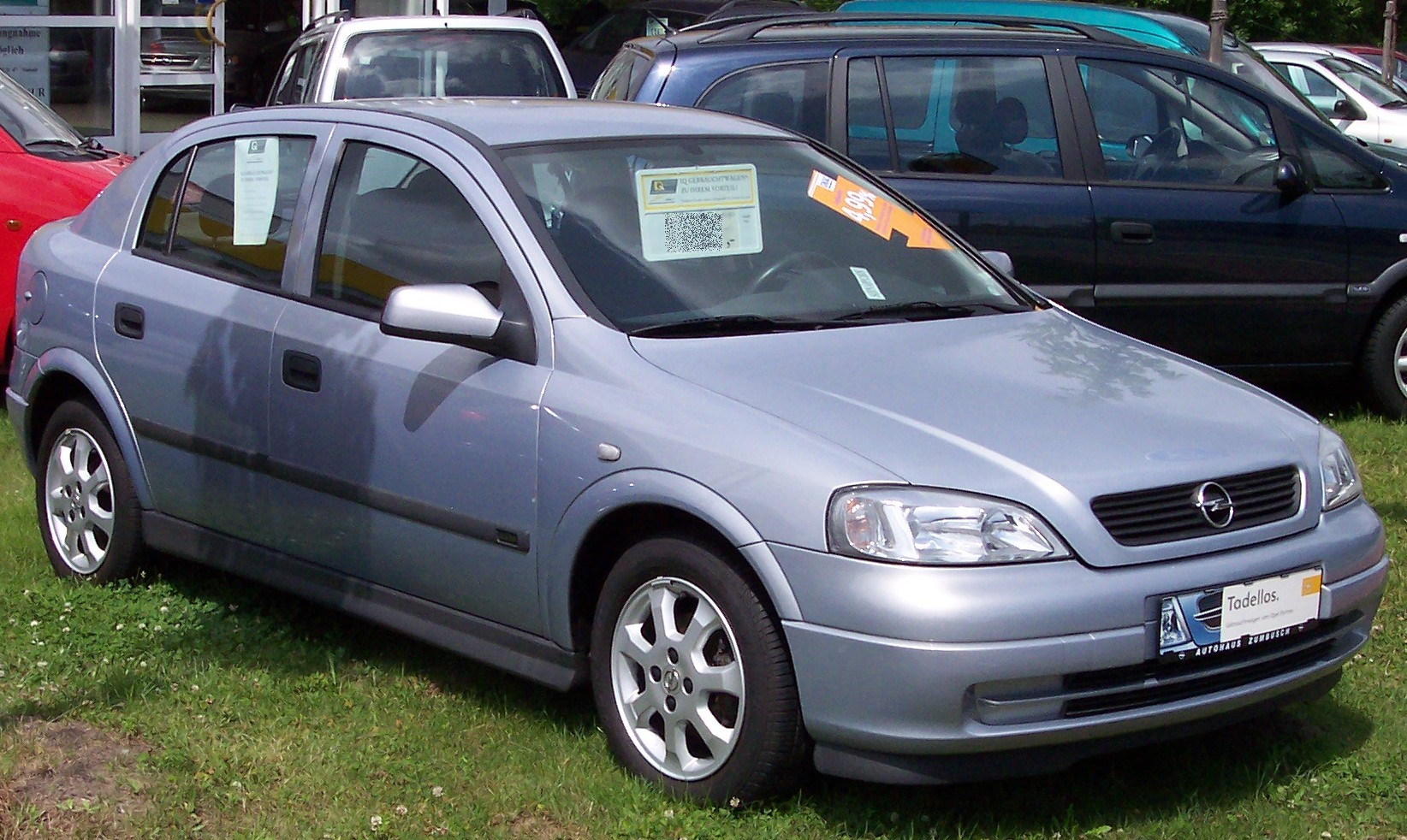
اوپل آسترا سدان سری g (نسل دوم)